# Десети конгрес на Съюза на македонските емигрантски организации
Десетият редовен конгрес на Съюза на македонските емигрантски организации е проведен между 24 и 27 януари 1932 година в София. Бюрото на конгреса е в състав: Панчо Тошев (председател), Емануил Ляпчев (подпредседател), Филип Николов, Илия Георгиев, Димитър Марковски и Георги Чочков са секретари.

## История
Избрано е ново ръководство на организацията в състав Димитър Михайлов (председател), подпредседатели са Георги Кондов и Димитър Попандов, секретари са Христо Зографов, Козма Георгиев и Никола Габровски, а членове са Филип Манолов, Антон Пиперевски, Щерьо Божинов, Атанас Димитров, Стефан Димитров и Георги Николов. В контролната комисия влизат Благой Димитров, Станимир Топуков и Георги Совичанов.
Изчетени са няколко резолюции до населението в Македония, до хърватския народ, до българското общество, до правителствата на Великите сили и до Обществото на народите. Опозиционни настроения срещу Националния комитет има в Кукушкото, Гевгелийското, Сярското, Струмишкото и Дойранското братства в София, както и от тези в Пловдив, Бургас, Плевен и Варна. Междувременно опозиционните делегати, симпатизанти на протогеровистите и ВМРО (обединена), Христо Трайков, Димитър Попевтимов, Г. Попандов, Ангел Динев, П. Бачев и други са неутрализирани и не успяват да прокарат политиките си.